# Хаген, Готтхильф Генрих Людвиг
Го́ттхильф Ге́нрих Лю́двиг Ха́ген (нем. Gotthilf Heinrich Ludwig Hagen, 3 марта 1797, Кёнигсберг (ныне Калининград) — 3 февраля 1884, Берлин) — немецкий физик и гидростроитель, академик Берлинской академии наук, доктор философии Боннского университета, почётный член многих иностранных технических обществ, почётный гражданин Пиллау (1881 год).

## Биография
Потомок Карла Готфрида Хагена — основателя ботанического сада Кёнигсберга, некогда лучшего сада в Германии.
Учился в Кёнигсбергском университете. В 1839 году открыл закон Закон Хагена—Пуазейля.

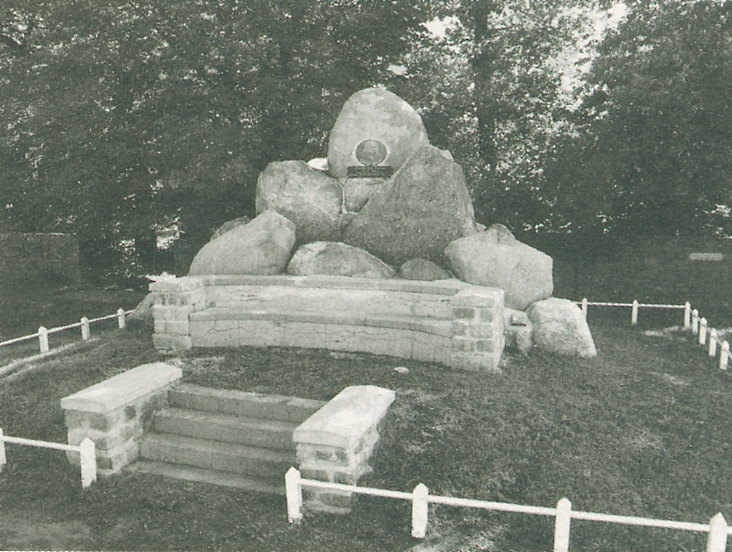
Памятник Г.Хагену в Пиллау

Инженер и строитель Готтхильф Генрих Хаген в 30-х годах XIX века построил гавань в Пиллау (Балтийск), южный мол, укрепления берегов на косе, и с 1869 года возглавлял строительную директорию Пруссии.

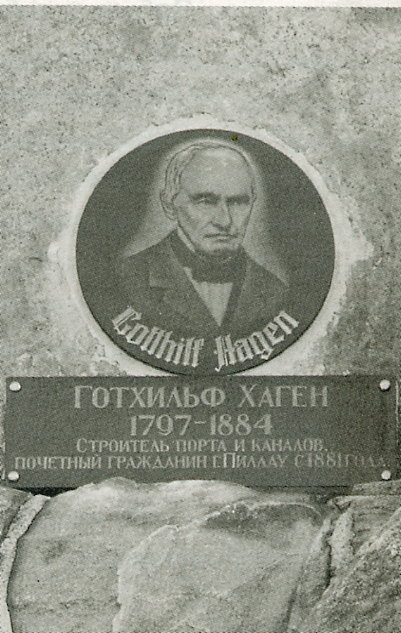
Барельефный портрет на памятнике Хагена

Европейскую известность Хагену принес десятитомный труд «Об искусстве гидротехнических сооружений», где он рассказал и о строительстве пиллауских гаваней.
Людвиг Хаген принимал участие в работах по укреплению дюн и озеленению Куршской косы. Рядом с Клайпедой, на Куршской косе, недалеко от новой паромной переправы, на возвышенности, носящей имя Хагена стоит стела в его память с надписью «Hagen Hoh. Zum Andenken an Ludwig Hagen».
Через три года после смерти, 3 сентября 1887 года, на Русской набережной Пиллау был заложен камень в основание монумента Готтхильфу Хагену. Памятник сложили из гранитных валунов, которые использовали при строительстве гаваней Пиллау. Когда-то его украшал бронзовый барельефный портрет Г. Хагена работы Э. Люрсена (1840—1890). В апрельские дни 1945 года на этой местности шли ожесточенные бои между советскими и немецкими войсками. Чудом уцелевший монумент сохранился до наших дней и был обновлен в 2005 году по инициативе командования судоремонтного завода.